# Vilma G. Rosato
Vilma Gabriela Rosato (La Plata, 7 de octubre de 1963–La Plata, 27 de marzo de 2019) fue una bióloga argentina, especialista en líquenes. 

## Trayectoria profesional
Realizó sus estudios secundarios en la Escuela Normal N.º 1 de la ciudad de La Plata. Posteriormente, sus estudios universitarios los desarrolló en la Facultad de Ciencias Naturales y Museo (UNLP), obteniendo el título de Licenciada en Biología, orientación Ecología. Efectuó sus estudios doctorales en el Instituto Spegazzini en 1986, donde posteriormente fue curadora del herbario micológico (LPS). Obtuvo el grado académico de Doctora en Ciencias Naturales, con una tesis que fue defendida y calificada con 10 sobresaliente. En la Universidad Tecnológica Nacional (UTN) Regional La Plata obtuvo el título de Especialista en Ingeniería Ambiental.
Ingresó al sistema científico en 1999, cuando comenzó sus actividades como responsable del Laboratorio de Cultivos Biológicos en el Laboratorio de Entrenamiento Multidisciplinario para la Investigación Tecnológica (LEMIT). Fue investigadora responsable del proyecto de intercambio entre el LEMIT y el Instituto de Física y Química de las Superficies de Padua, Italia, para estudiar nuevos métodos de limpieza y eliminación de microorganismos causantes del biodeterioro de los materiales de la Ingeniería Civil, bajo la dirección de Umberto Casellato (CNRS- Padua).
Desarrolló estadías científicas como becaria en Austria para perfeccionarse en taxonomía de líquenes, aplicando posteriormente estos conocimientos a la conservación de edificios históricos y monumentos. Complementariamente realizó una estadía en Informatics for Biodiversity-JICA en Japón.

## Idiomas
Rosato conocía siete idiomas: alemán, francés, inglés, italiano, japonés y portugués siendo el español su lengua nativa.

## Reconocimientos
El Consejo Directivo de la Facultad Regional (UTN), implementó, desde 2020, el programa de posgrado «Dra. Vilma G. Rosato».

## Publicaciones seleccionadas
- García, R. E. & V. G. Rosato (2018). Observations of the development of Xanthoparmelia farinosa under optical and electron microscopy. Mycology 9:1,35-42.
- Traversa, L., F. Iloro, V. G. Rosato & J. D. Sota (2018). Patologías en iglesias neogóticas en la pampa bonaerense Argentina.
- Lavornia, J. M.,  R. A. García, V. G. Rosato, M. J. Kristensen, J. A. Chayle & M. N. Saparrat (2017). Aportes a la colección de hongos liquenizados del herbario del Instituto de Botánica Carlos Spegazzini (LPS) (enlace roto disponible en Internet Archive; véase el historial, la primera versión y la última).. Boletín de la Sociedad Argentina de Botánica 52 (1):5-12.
- Rosato, V. G. & U. Arup (2010). Caloplaca austrocitrina (Teloschistaceae) new for South America, based on molecular and morphological studies. The Bryologist 113(1): 124-128
- Rosato, V. G. (2008). Pathologies and biological growths on concrete dams in tropical and arid environments in Argentina. Materials and structures 41(7): 1327-1331.
- Rosato, V.G. (2007). Observaciones sobre las especies argentinas de Tryblidaria (Dothideomycetes, Patellariaceae). Boletín de la Sociedad Argentina de Botánica 42 (1-2):  55-58.
- Rosato, V. G. (2006). Diversity and distribution of lichens growing on cement materials in the Buenos Aires Province. Darwiniana 44 (1): 89-97.
- Rosato, V.G. (2006). Diversity and distribution of lichens on mortar and concrete in Buenos Aires province, Argentina. Darwiniana 44 (1): 89-97
- Rosato, M. E., J. R. Almandos, G. Ratto, A. Flores, V. Sacchetto, V. G. Rosato, J. L. Ripou, J. C. Alberino & J. C. Ragaini (2001). Mesure de SO2 à La Plata, Argentine. (enlace roto disponible en Internet Archive; véase el historial, la primera versión y la última). Association pour la prévention de la pollution atmosphérique 169:85-98.
- Rosato, V. G. & N. C. Scutari (2000). On the presence of Ramalina complanata, Ramalinaceae, lichenized Ascomycotina and allied species in Argentina. Mycotax 74 (1): 141-151